# Veine intercapitulaire de la main
Les veines intercapitulaires de la main (ou veines commissurales) sont quatre veines qui se situent au niveau des commissures interdigitales.
Elles se connectent aux veines métacarpiennes dorsales et à la veine salvatelle du petit doigt.
Elles s'unissent pour former une arcade veineuse contre le bord distal du ligament métacarpien transverse superficiel.
Elles se déversent dans le réseau veineux dorsal de la main.